# Manuel Zorrilla i Giné

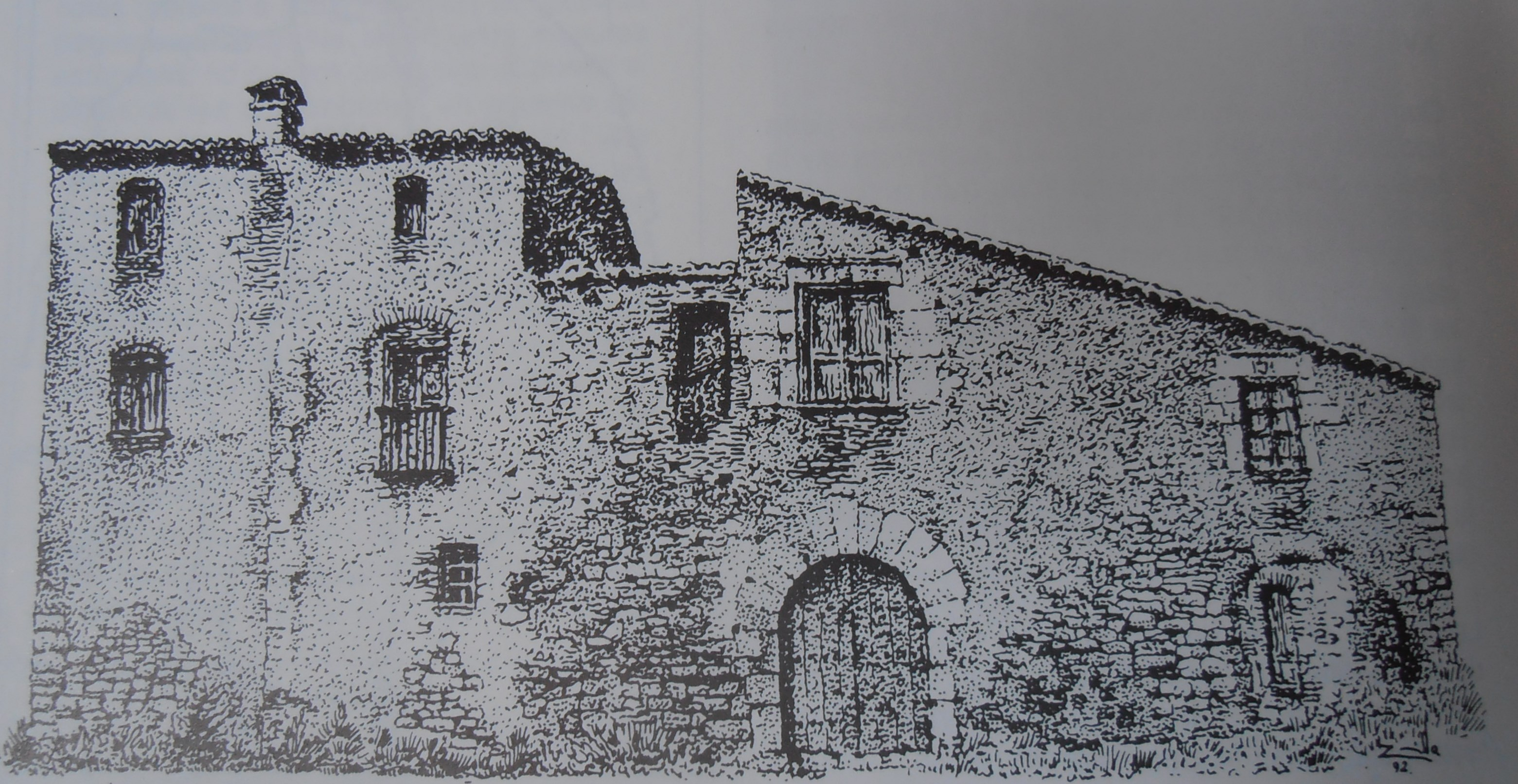
Un dels típics dibuixos a la ploma del mestre Zorrilla.

Manuel Zorrilla i Giné (Barcelona, 1928 - Palau-solità i Plegamans, 20 de gener de 2017) va ser un artista de les Belles Arts (dibuix, pintura i escultura).
Alternà els seus estudis superiors amb els de Belles Arts. Igualment freqüenta el Museu d'Art Modern de la ciutat comtal per l'estudi dels Mestres de l'escola Catalana i fent un seguit de còpies in situ. En aquells temps participa en algunes exposicions col·lectives fins a l'any 1944 va fer la seva pròpia primera exposició de pintura i començà a donar classes a casa seva. Aquesta tasca docent l'animà a obrir una acadèmia d'ensenyament primari al barri de la Sagrada Família de Barcelona en la qual va abraçar alguns mètodes pedagògics poc freqüents a l'època, com les classes a l'aire lliure o itinerants. En paral·lel, seguia explorant en la seva trajectòria artística al taller de l'escultor Josep Torrents on hi aprengué aprendre l'ofici i la tècnica durant dos anys. Degut als canvis legislatius en matèria educativa decideix tancar l'acadèmia de primària el 1974.
Seguint les seves inquietuds artístiques, estudià un curs d'inici a l'Arqueologia de Barcelona, per a la investigació de l'Art Rupestre i al qual es dedicarà. Dedicat a pintar, dibuixar, restaurar... Després de fer restauracions de peces molt antigues trencades, una d'elles de l'edat de Bronze mitjà (1.500 anys aC), es troba exposada al Museu de Palau-solità i Plegamans. També va fer treballs amb imitació de pedres i policromies, reproduccions d'àmfores romanes. Professionalment es dedicà a fer dibuixos tècnics i va fer una gran quantitat de plànols d'habitatges unifamiliars, conjunts residencials i maquetes.
Va arribar a Palau-solità i Plegamans als anys 50 i des de sempre va estar lligat al món de l'educació, especialment de les Belles Arts. En aquests anys va fer un gran mural representant el poble de Santa Perpètua de Mogoda i un altre que representa la història de Palau-solità i Plegamans, amb 40 punts d'interès, els quals resten exposats a les respectives sales de Plens dels Ajuntaments.
Cap els anys setanta, i després d'una bona documentació i estudi de l'art romànic, s'inicia en la pintura del retaule, utilitzant formules per pintar com els antics mestres del segle xii. Igualment reprodueix amb escultura figures romàniques de l'Estany, Ripoll, Sant Miquel del Fai i d'altres llocs.
Alterna el seu treball amb pintura a l'oli, dibuixos a ploma i treballs amb tècnica acrílica. La seva obra resta distribuïda entre particulars. L'artista i professor va estar molt vinculat des de 1974 any en què s'establí definitivament a Palau-solità i Plegamans amb entitats associatives de la vila, com Els Qu4trePins on va col·laborar en les sèries "Racó filatèlic" i "Art Romànic" i els escrits envers "Els gremis medievals, La pesta negra a Catalunya. També col·laborà amb l'Associació de Pessebristes, entre d'altres.